# Sunken Silver
Sunken Silver è un serial cinematografico in 10 puntate del 1925 diretto da Spencer Gordon Bennet e George B. Seitz. Viene conservato nell'UCLA Film and Television Archive.

## Trama
Gavin Brice, un agente dei servizi segreti, cerca informazioni sull'argento rubato al governo nel 1804.

## Distribuzione

### USA
- 10 maggio 1925
- 17 maggio 1925
- 24 maggio 1925
- 31 maggio 1925
- 7 giugno 1925
- 14 giugno 1925
- 21 giugno 1925
- 28 giugno 1925
- 5 luglio 1925
- 12 luglio 1925